# 安第斯山脉的心脏地带
安第斯山脉的心脏地带（The Heart of the Andes）是美国艺术家弗雷德里克·埃德溫·丘奇創作的一幅大型油画。
它高度超过1.7米，宽近3米，畫中地點是安地斯山脈。丘奇曾两次前往該地旅行。1859年，該畫作在展览時曾引起轰动。
这幅画自1909年以来一直被纽约大都會藝術博物館收藏。